# 드라흐턴

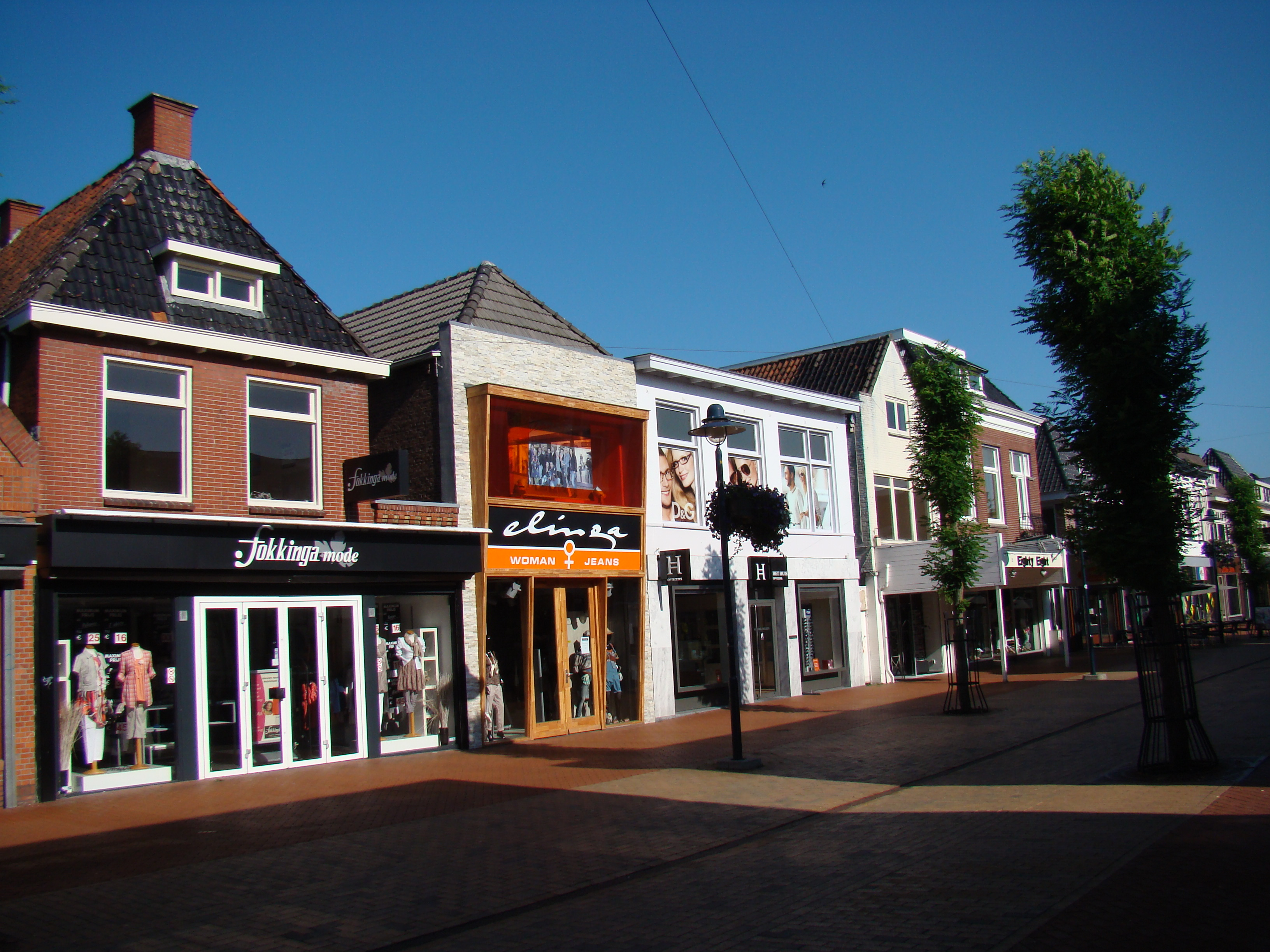
드라흐턴

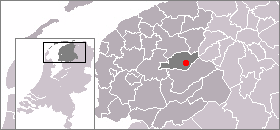
드라흐턴의 위치

드라흐턴(네덜란드어: Drachten)은 네덜란드 남부 프리슬란트주의 도시인 스말링에를란트를 구성하는 구역 가운데 하나로 인구는 44,629명이다.